# Херман Брох
Херман Брох (на немски: Hermann Broch) е австрийски писател, представител на модернизма в литературата.

## Биография

### Ранни години и образование
Роден е на 1 ноември 1886 година в еврейско семейство, като единствен син на индустриалеца Йозеф Брох и съпругата му Йоанна Брох. Баща му притежава фабрика за текстил и образованието на Херман е обвързано с това обстоятелство. Отначало синът усвоява знания с частни уроци, а по-късно постъпва в държавно училище. В периода 1904-06 учи в технически колеж за производство на текстил, а от 1906-07 в колеж по предачество и тъкачество в Мюлхаузен. След приключване на обучението си, Херман работи в семейната фабрика в Тийсдорф от 1907 до 1927 година, когато продава предприятието. В периода 1926-30 година учи математика, философия и психология във Виенския университет.

### Женитба
През 1909 година Херман Брох се жени за Франциска фон Ротерман. От брака му с нея се ражда един син – Херман Фридрих Брох де Ротерман, който в бъдеще ще преведе творбите на баща си на английски език. През 1923 година Херман се развежда с Франциска.

### Емиграция и смърт
Брох умира от сърдечен удар на 30 май 1951 година в САЩ. В годината на смъртта си, той е номиниран за Нобелова награда за литература и подготвя завръщането си в Европа.

## Творчество
Най-известната творба на Херман Брох е романът „Смъртта на Вергилий“. Публикуван е за първи път на английски и немски език в Ню Йорк през 1945 година.

## Събрани съчинения
Hermann Broch: Gesammelte Werke. 10 Bände, Zürich: Rhein-Verlag, 1952–1961
- GW 1: Gedichte, Zürich 1953, hrsg. und eingel. von Erich von Kahler
- GW 2: Die Schlafwandler, Zürich 1952
- GW 3: Der Tod des Vergil, Zürich 1952
- GW 4: Der Versucher, Zürich 1953, hrsg. aus dem Nachlass und eingel. von Felix Stössinger
- GW 5: Die Schuldlosen, Zürich 1954, eingel. von Hermann J. Weigand
- GW 6: Dichten und Erkennen. Essays I, Zürich 1955, hrsg. und eingel. von Hannah Arendt
- GW 7: Erkennen und Handeln. Essays II, hrsg. von Hannah Arendt
- GW 8: Briefe, Zürich 1957, hrsg. und eingel. von Robert Pick
- GW 9: Massenpsychologie. Schriften aus dem Nachlass, Zürich 1959, hrsg. und eingel. von Wolfgang Rothe
- GW 10: Die unbekannte Größe. Frühe und mittlere Essays. Briefe an Willa Muir, Zürich 1961, hrsg. und eingel. von Ernst Schönwiese (Briefe an Willa Muir: Eric W. Herd)